# Osttimoresische Alpine Skimeisterschaft 2019
Die offene Osttimoresische Alpine Skimeisterschaft 2019 fand am 26. und 27. März 2019 im italienischen Santa Caterina Valfurva statt und war Teil des offiziellen Rennkalenders der Fédération Internationale de Ski. Es waren die dritten Meisterschaften Osttimors in einer Wintersportart. Organisator war die Federação de Ski de Timor-Leste (FSTL).

## Übersicht
Wie im Vorjahr wurden wieder Wettbewerbe zur Nationalen Meisterschaft und Nationalen Jugendmeisterschaft in Slalom und Riesenslalom, sowohl für Männer, als auch für Frauen ausgetragen. Erneut war Osttimors einziger Winterolympionike Yohan Goutt Goncalves auch der einzige Starter für sein Land. Die restlichen Starter stammten aus unterschiedlichen Ländern.

## Ergebnisse der Landesmeisterschaften

### Slalom der Frauen
| Platz | Name                                         | Zeit 1. Lauf                | Zeit 2. Lauf                | Zeit gesamt                 |
| ----- | -------------------------------------------- | --------------------------- | --------------------------- | --------------------------- |
| 01    | Francesca Fanti ( Italien)                   | 0:41,11 min                 | 0:43,18 min                 | 1:24,29 min                 |
| 02    | Roberta Midali ( Italien)                    | 0:41,58 min                 | 0:42,82 min                 | 1:24,40 min                 |
| 03    | Serena Viviani ( Italien)                    | 0:41,32 min                 | 0:43,35 min                 | 1:24,67 min                 |
| 04    | Martina Perruchon ( Italien)                 | 0:41,43 min                 | 0:43,40 min                 | 1:24,83 min                 |
| 05    | Petra Smaldore ( Italien)                    | 0:42,38 min                 | 0:43,63 min                 | 1:26,01 min                 |
| 06    | Carlotta Maria Clara Marcora ( Italien)      | 0:42,87 min                 | 0:44,19 min                 | 1:27,06 min                 |
| 07    | Valeria Morvillo ( Italien)                  | 0:42,79 min                 | 0:44,39 min                 | 1:27,18 min                 |
| 08    | Carlotta Saracco ( Italien)                  | 0:43,14 min                 | 0:44,44 min                 | 1:27,58 min                 |
| 09    | Lara Baumann ( Schweiz)                      | 0:43,14 min                 | 0:44,48 min                 | 1:27,62 min                 |
| 10    | Matilde Bottacin ( Italien)                  | 0:43,71 min                 | 0:44,50 min                 | 1:28,21 min                 |
| 11    | Luisa Matilde Maria Bertani ( Italien)       | 0:43,82 min                 | 0:44,43 min                 | 1:28,25 min                 |
| 12    | Nino Ziklauri ( Georgien)                    | 0:43,49 min                 | 0:44,77 min                 | 1:28,26 min                 |
| 13    | Simone Moser ( Österreich)                   | 0:44,03 min                 | 0:44,35 min                 | 1:28,38 min                 |
| 14    | Nina Bachmann ( Italien)                     | 0:44,48 min                 | 0:44,49 min                 | 1:28,97 min                 |
| 15    | Sarah Zoller ( Schweiz)                      | 0:43,96 min                 | 0:45,11 min                 | 1:29,07 min                 |
| 16    | Aniela Sawicka ( Polen)                      | 0:44,64 min                 | 0:44,64 min                 | 1:29,28 min                 |
| 17    | Zofia Zdort ( Polen)                         | 0:44.57 min                 | 0:44.81 min                 | 1:29.38 min                 |
| 18    | Giulia Pelizzatti ( Italien)                 | 0:45.16 min                 | 0:44.61 min                 | 1:29.77 min                 |
| 19    | María Belén Simari Birkner ( Argentinien)    | 0:44.40 min                 | 0:45.65 min                 | 1:30.05 min                 |
| 20    | Honor Clissold ( Vereinigtes Königreich)     | 0:45.12 min                 | 0:45.05 min                 | 1:30.17 min                 |
| 21    | Lenka NINAJOVA ( Slowakei)                   | 0:44.73 min                 | 0:45.52 min                 | 1:30.25 min                 |
| 22    | Chiara Cittone ( Italien)                    | 0:45.32 min                 | 0:45.09 min                 | 1:30.41 min                 |
| 23    | Benedetta Sosio ( Italien)                   | 0:44,90 min                 | 0:45,82 min                 | 1:30,72 min                 |
| 24    | Viola Sertorelli ( Italien)                  | 0:44.68 min                 | 0:46.12 min                 | 1:30.80 min                 |
| 25    | Cecilia Fantoli ( Italien)                   | 0:45.72 min                 | 0:45.88 min                 | 1:31.60 min                 |
| 26    | Erica Biaggi ( Italien)                      | 0:46.26 min                 | 0:46.47 min                 | 1:32.73 min                 |
| 27    | Lena-Maria Ehrhart ( Österreich)             | 0:46.17 min                 | 0:47.92 min                 | 1:34.09 min                 |
| -     | Sabrina Gualdi ( Italien)                    | ausgeschieden im 2. Lauf    | ausgeschieden im 2. Lauf    | ausgeschieden im 2. Lauf    |
| -     | Zuzanna Czapska ( Polen)                     | ausgeschieden im 2. Lauf    | ausgeschieden im 2. Lauf    | ausgeschieden im 2. Lauf    |
| -     | Carole Gilardoni ( Italien)                  | ausgeschieden im 2. Lauf    | ausgeschieden im 2. Lauf    | ausgeschieden im 2. Lauf    |
| -     | Sina Conrad ( Schweiz)                       | ausgeschieden im 2. Lauf    | ausgeschieden im 2. Lauf    | ausgeschieden im 2. Lauf    |
| -     | Marika Mascherona ( Italien)                 | ausgeschieden im 2. Lauf    | ausgeschieden im 2. Lauf    | ausgeschieden im 2. Lauf    |
| -     | Aline Höpli ( Schweiz)                       | disqualifiziert im 2. Lauf  | disqualifiziert im 2. Lauf  | disqualifiziert im 2. Lauf  |
| -     | Katharina Dauster ( Deutschland)             | nicht angetreten im 2. Lauf | nicht angetreten im 2. Lauf | nicht angetreten im 2. Lauf |
| -     | Karolina Pieprzak ( Polen)                   | ausgeschieden im 1. Lauf    | ausgeschieden im 1. Lauf    | ausgeschieden im 1. Lauf    |
| -     | Ella Kalela ( Finnland)                      | ausgeschieden im 1. Lauf    | ausgeschieden im 1. Lauf    | ausgeschieden im 1. Lauf    |
| -     | Angélica María Simari Birkner ( Argentinien) | ausgeschieden im 1. Lauf    | ausgeschieden im 1. Lauf    | ausgeschieden im 1. Lauf    |

### Slalom der Männer
| Platz | Name                                          | Zeit 1. Lauf               | Zeit 2. Lauf               | Zeit gesamt                |
| ----- | --------------------------------------------- | -------------------------- | -------------------------- | -------------------------- |
| 01    | Francesco Gori ( Italien)                     | 0:42.21 min                | 0:44.17 min                | 1:26.38 min                |
| 02    | Andrea Ballerin ( Italien)                    | 0:42.86 min                | 0:43.72 min                | 1:26.58 min                |
| 03    | Pietro Franceschetti ( Italien)               | 0:42.69 min                | 0:44.16 min                | 1:26.85 min                |
| 04    | Giovanni Borsotti ( Italien)                  | 0:43.30 min                | 0:43.77 min                | 1:27.07 min                |
| 05    | Riccardo Allegrini ( Italien)                 | 0:42.92 min                | 0:44.21 min                | 1:27.13 min                |
| 06    | Tomoya Ishii ( Japan)                         | 0:43.37 min                | 0:44.53 min                | 1:27.90 min                |
| 07    | Lorenzo Moschini ( Italien)                   | 0:43.34 min                | 0:44.58 min                | 1:27.92 min                |
| 08    | Tormis Laine ( Estland)                       | 0:43.48 min                | 0:44.89 min                | 1:28.37 min                |
| 09    | Davide Iozzelli ( Italien)                    | 0:44.72 min                | 0:43.77 min                | 1:28.49 min                |
| 10    | Mario Gramshammer ( Österreich)               | 0:44.44 min                | 0:44.25 min                | 1:28.69 min                |
| 11    | Kai Alaerts ( Belgien)                        | 0:44.20 min                | 0:44.52 min                | 1:28.72 min                |
| 12    | Giulio Zuccarini ( Italien)                   | 0:44.64 min                | 0:44.11 min                | 1:28.75 min                |
| 13    | Dominik Zerhoch ( Deutschland)                | 0:44.80 min                | 0:44.24 min                | 1:29.04 min                |
| 14    | Benjamin Szollos ( Israel)                    | 0:44.18 min                | 0:44.88 min                | 1:29.06 min                |
| 15    | Fabiano Canclini ( Italien)                   | 0:44.37 min                | 0:44.69 min                | 1:29.06 min                |
| 16    | Alessandro Salini ( Italien)                  | 0:44.57 min                | 0:45.07 min                | 1:29.64 min                |
| 17    | Andre Somweber ( Österreich)                  | 0:44.43 min                | 0:45.30 min                | 1:29.73 min                |
| 18    | Angus Wills ( Vereinigtes Königreich)         | 0:44.89 min                | 0:44.91 min                | 1:29.80 min                |
| 19    | Ryohei Yamakoshi ( Japan)                     | 0:43.66 min                | 0:46.17 min                | 1:29.83 min                |
| 20    | Cristian Javier Simari Birkner ( Argentinien) | 0:44.08 min                | 0:45.80 min                | 1:29.88 min                |
| 21    | Andrej Drukarov ( Litauen)                    | 0:45.28 min                | 0:44.93 min                | 1:30.21 min                |
| 22    | Cormac Comerford ( Irland)                    | 0:45.20 min                | 0:45.09 min                | 1:30.29 min                |
| 23    | Tommaso Cancelini ( Italien)                  | 0:45.63 min                | 0:44.72 min                | 1:30.35 min                |
| 24    | Jonas Platter ( Schweden)                     | 0:46.11 min                | 0:45.22 min                | 1:31.33 min                |
| 25    | SBarnabas Szollos ( Israel)                   | 0:46.09 min                | 0:45.70 min                | 1:31.79 min                |
| 26    | Simone da Prada ( Italien)                    | 0:46.40 min                | 0:45.75 min                | 1:32.15 min                |
| 27    | Jan Rechtenberg ( Tschechien)                 | 0:46.30 min                | 0:46.02 min                | 1:32.32 min                |
| 28    | Takafumi Yamakoshi ( Japan)                   | 0:47.60 min                | 0:48.03 min                | 1:35.63 min                |
| 29    | Kristian Pavelka ( Slowakei)                  | 0:47.78 min                | 0:48.14 min                | 1:35.92 min                |
| 30    | Jack Cunningham ( Vereinigtes Königreich)     | 0:47.67 min                | 0:48.33 min                | 1:36.00 min                |
| 31    | Genrico Giacomelli ( Italien)                 | 0:48.79 min                | 0:49.11 min                | 1:37.90 min                |
| -     | Yohan Goutt Goncalves ( Osttimor)             | ausgeschieden im 2. Lauf   | ausgeschieden im 2. Lauf   | ausgeschieden im 2. Lauf   |
| -     | Marco Canclini ( Vereinigte Staaten)          | ausgeschieden im 2. Lauf   | ausgeschieden im 2. Lauf   | ausgeschieden im 2. Lauf   |
| -     | Raphael Kroell ( Italien)                     | ausgeschieden im 2. Lauf   | ausgeschieden im 2. Lauf   | ausgeschieden im 2. Lauf   |
| -     | Damian Hell ( Italien)                        | ausgeschieden im 2. Lauf   | ausgeschieden im 2. Lauf   | ausgeschieden im 2. Lauf   |
| -     | Francesco Galdiolo ( Italien)                 | disqualifiziert im 2. Lauf | disqualifiziert im 2. Lauf | disqualifiziert im 2. Lauf |
| -     | Daniel Alemand ( Italien)                     | disqualifiziert im 2. Lauf | disqualifiziert im 2. Lauf | disqualifiziert im 2. Lauf |
| -     | Giovanni Zazzaro ( Italien)                   | disqualifiziert im 2. Lauf | disqualifiziert im 2. Lauf | disqualifiziert im 2. Lauf |
| -     | Lorenzo Occhi ( Italien)                      | ausgeschieden im 1. Lauf   | ausgeschieden im 1. Lauf   | ausgeschieden im 1. Lauf   |
| -     | Akseli Kalela ( Finnland)                     | ausgeschieden im 1. Lauf   | ausgeschieden im 1. Lauf   | ausgeschieden im 1. Lauf   |
| -     | Alec Scott ( Australien)                      | ausgeschieden im 1. Lauf   | ausgeschieden im 1. Lauf   | ausgeschieden im 1. Lauf   |
| -     | Pietro Canzio ( Italien)                      | ausgeschieden im 1. Lauf   | ausgeschieden im 1. Lauf   | ausgeschieden im 1. Lauf   |

### Riesenslalom der Frauen
| Platz | Name                                         | Zeit 1. Lauf               | Zeit 2. Lauf               | Zeit gesamt                |
| ----- | -------------------------------------------- | -------------------------- | -------------------------- | -------------------------- |
| 01    | Roberta Midali ( Italien)                    | 1:00.83 min                | 1:04.02 min                | 2:04.85 min                |
| 02    | Alex Tilley ( Vereinigtes Königreich)        | 1:01.80 min                | 1:03.53 min                | 2:05.33 min                |
| 03    | Karoline Pichler ( Italien)                  | 1:01.73 min                | 1:04.03 min                | 2:05.76 min                |
| 04    | Francesca Fanti ( Italien)                   | 1:02.72 min                | 1:05.18 min                | 2:07.90 min                |
| 05    | Nicole Good ( Schweiz)                       | 1:03.19 min                | 1:04.95 min                | 2:08.14 min                |
| 06    | Lara Baumann ( Schweiz)                      | 1:03.35 min                | 1:05.54 min                | 2:08.89 min                |
| 07    | Nino Ziklauri ( Georgien)                    | 1:03.17 min                | 1:05.84 min                | 2:09.01 min                |
| 08    | Carlotta Saracco ( Italien)                  | 1:04.17 min                | 1:04.99 min                | 2:09.16 min                |
| 09    | Aline Höpli ( Schweiz)                       | 1:04.74 min                | 1:06.35 min                | 2:11.09 min                |
| 10    | Martina Perruchon ( Italien)                 | 1:04.66 min                | 1:06.47 min                | 2:11.13 min                |
| 11    | Sabrina Gualdi ( Italien)                    | 1:05.14 min                | 1:06.49 min                | 2:11.63 min                |
| 12    | Honor Clissold ( Vereinigtes Königreich)     | 1:04.85 min                | 1:07.60 min                | 2:12.45 min                |
| 13    | Erica Biaggi ( Italien)                      | 1:06.04 min                | 1:06.70 min                | 2:12.74 min                |
| 14    | Viola Sertorelli ( Italien)                  | 1:05.63 min                | 1:07.21 min                | 2:12.84 min                |
| 15    | Carlotta Maria Clara Marcora ( Italien)      | 1:06.42 min                | 1:06.63 min                | 2:13.05 min                |
| 16    | María Belén Simari Birkner ( Argentinien)    | 1:06.16 min                | 1:06.89 min                | 2:13.05 min                |
| 17    | Jenny Meraldi ( Italien)                     | 1:06.23 min                | 1:07.00 min                | 2:13.23 min                |
| 18    | Carole Gilardoni ( Italien)                  | 1:06.19 min                | 1:07.40 min                | 2:13.59 min                |
| 19    | Sarah Zoller ( Schweiz)                      | 1:06.89 min                | 1:07.22 min                | 2:14.11 min                |
| 20    | Angélica María Simari Birkner ( Argentinien) | 1:07.18 min                | 1:07.05 min                | 2:14.23 min                |
| 21    | Cecilia Fantoli ( Italien)                   | 1:06.98 min                | 1:07.99 min                | 2:14.97 min                |
| 22    | Benedetta Sosio ( Italien)                   | 1:07.60 min                | 1:07.45 min                | 2:15.05 min                |
| 23    | Sofia Furli ( Italien)                       | 1:07.97 min                | 1:07.51 min                | 2:15.48 min                |
| 24    | Simone Moser ( Österreich)                   | 1:07.83 min                | 1:07.89 min                | 2:15.72 min                |
| 25    | Valeria Morvillo ( Italien)                  | 1:08.34 min                | 1:07.66 min                | 2:16.00 min                |
| 26    | Lena-Maria Ehrhart ( Österreich)             | 1:10.64 min                | 1:09.76 min                | 2:20.40 min                |
| 27    | Katharina Dauster ( Deutschland)             | 1:10.97 min                | 1:11.95 min                | 2:22.92 min                |
| 28    | Aniela Sawicka ( Polen)                      | 1:11.22 min                | 1:12.33 min                | 2:23.55 min                |
| 29    | Shengjie Wang ( Volksrepublik China)         | 1:20.87 min                | 1:23.25 min                | 2:44.12 min                |
| 30    | Liuqing He ( Volksrepublik China)            | 1:23.36 min                | 1:24.07 min                | 2:47.43 min                |
| 31    | Xinyu Li ( Volksrepublik China)              | 1:26.64 min                | 1:24.37 min                | 2:51.01 min                |
| 32    | Xueqing Zhao ( Volksrepublik China)          | 1:34.28 min                | 1:29.89 min                | 3:04.17 min                |
| -     | Ella Kalela ( Finnland)                      | ausgeschieden im 2. Lauf   | ausgeschieden im 2. Lauf   | ausgeschieden im 2. Lauf   |
| -     | Petra Smaldore ( Italien)                    | ausgeschieden im 2. Lauf   | ausgeschieden im 2. Lauf   | ausgeschieden im 2. Lauf   |
| -     | Giulia Tintorri ( Italien)                   | ausgeschieden im 2. Lauf   | ausgeschieden im 2. Lauf   | ausgeschieden im 2. Lauf   |
| -     | Marika Mascherona ( Italien)                 | ausgeschieden im 2. Lauf   | ausgeschieden im 2. Lauf   | ausgeschieden im 2. Lauf   |
| -     | Luisa Matilde Maria Bertani ( Italien)       | nicht gestartet im 2. Lauf | nicht gestartet im 2. Lauf | nicht gestartet im 2. Lauf |
| -     | Karolina Pieprzak ( Polen)                   | ausgeschieden im 1. Lauf   | ausgeschieden im 1. Lauf   | ausgeschieden im 1. Lauf   |
| -     | Miroslava Zimenova ( Slowakei)               | nicht gestartet im 1. Lauf | nicht gestartet im 1. Lauf | nicht gestartet im 1. Lauf |
| -     | Sofia Graffi Bruoro ( Italien)               | nicht gestartet im 1. Lauf | nicht gestartet im 1. Lauf | nicht gestartet im 1. Lauf |

### Riesenslalom der Männer
| Platz | Name                                          | Zeit 1. Lauf               | Zeit 2. Lauf               | Zeit gesamt                |
| ----- | --------------------------------------------- | -------------------------- | -------------------------- | -------------------------- |
| 01    | Giulio Giovanni Bosca ( Italien)              | 0:59.91 min                | 1:03.02 min                | 2:02.93 min                |
| 02    | Roberto Nani ( Italien)                       | 1:00.34 min                | 1:02.74 min                | 2:03.08 min                |
| 03    | Andrea Bellerin ( Italien)                    | 1:00.24 min                | 1:03.12 min                | 2:03.36 min                |
| 04    | Tomoya Ishii ( Japan)                         | 1:00.51 min                | 1:03.21 min                | 2:03.72 min                |
| 05    | Pietro Canzio ( Italien)                      | 1:00.32 min                | 1:03.48 min                | 2:03.80 min                |
| 06    | Giovanni Borsotti ( Italien)                  | 1:00.93 min                | 1:02.95 min                | 2:03.88 min                |
| 07    | Francesco Galdiolo ( Italien)                 | 1:01.13 min                | 1:02.89 min                | 2:04.02 min                |
| 08    | Davide Baruffaldi ( Italien)                  | 1:01.28 min                | 1:03.20 min                | 2:04.48 min                |
| 09    | Riccardo Allerini ( Italien)                  | 1:01.01 min                | 1:03.73 min                | 2:04.74 min                |
| 10    | Giovanni Zazzaro ( Italien)                   | 1:01.57 min                | 1:03.18 min                | 2:04.75 min                |
| 11    | Tommaso Canclini ( Italien)                   | 1:00.70 min                | 1:04.11 min                | 2:04.81 min                |
| 12    | Lorenzo Moschini ( Italien)                   | 1:01.49 min                | 1:03.82 min                | 2:05.31 min                |
| 13    | Alessio Bonardi ( Italien)                    | 1:01.55 min                | 1:03.88 min                | 2:05.43 min                |
| 14    | Andrej Drukarov ( Litauen)                    | 1:01.18 min                | 1:04.32 min                | 2:05.50 min                |
| 15    | Diego de Zan ( Italien)                       | 1:02.04 min                | 1:03.49 min                | 2:05.53 min                |
| 16    | Francesco Gori ( Italien)                     | 1:02.28 min                | 1:03.29 min                | 2:05.57 min                |
| 17    | Daniel Allemand ( Italien)                    | 1:02.24 min                | 1:03.54 min                | 2:05.78 min                |
| 18    | Davide Iozzelli ( Italien)                    | 1:01.81 min                | 1:03.98 min                | 2:05.79 min                |
| 19    | Tormis Laine ( Estland)                       | 1:02.38 min                | 1:03.46 min                | 2:05.84 min                |
| 20    | Clemens Baumann ( Österreich)                 | 1:02.00 min                | 1:03.85 min                | 2:05.85 min                |
| 21    | Alec Scott ( Australien)                      | 1:02.04 min                | 1:04.11 min                | 2:06.15 min                |
| 22    | Cristian Javier Simari Birkner ( Argentinien) | 1:02.29 min                | 1:04.13 min                | 2:06.42 min                |
| 23    | Fabiano Canclini ( Italien)                   | 1:02.94 min                | 1:04.20 min                | 2:07.14 min                |
| 24    | Benjamin Szollos ( Israel)                    | 1:04.08 min                | 1:03.71 min                | 2:07.79 min                |
| 25    | Jonas Platter ( Schweden)                     | 1:03.49 min                | 1:04.99 min                | 2:08.48 min                |
| 26    | Kristian Pavelka ( Slowakei)                  | 1:03.88 min                | 1:04.90 min                | 2:08.78 min                |
| 27    | Angus Wills ( Vereinigtes Königreich)         | 1:03.86 min                | 1:05.06 min                | 2:08.92 min                |
| 28    | Andre Soweber ( Österreich)                   | 1:03.81 min                | 1:05.18 min                | 2:08.99 min                |
| 29    | Jan Rechtenberg ( Tschechien)                 | 1:03.95 min                | 1:05.10 min                | 2:09.05 min                |
| 30    | Jack Cunningham ( Vereinigtes Königreich)     | 1:04.09 min                | 1:05.43 min                | 2:09.52 min                |
| 31    | Barnabas Szollos ( Israel)                    | 1:04.12 min                | 1:06.09 min                | 2:10.21 min                |
| 33    | Cormac Comerford ( Irland)                    | 1:04.33 min                | 1:06.43 min                | 2:10.76 min                |
| 33    | Marco Canclini ( Vereinigte Staaten)          | 1:05.17 min                | 1:06.95 min                | 2:12.12 min                |
| 34    | Akseli Kalela ( Finnland)                     | 1:08.23 min                | 1:11.15 min                | 2:19.38 min                |
| 35    | Yohan Goutt Goncalves ( Osttimor)             | 1:14.12 min                | 1:15.21 min                | 2:29.33 min                |
| 36    | Bensheng Su ( Volksrepublik China)            | 1:16.99 min                | 1:20.95 min                | 2:37.94 min                |
| -     | Jinlu Huang ( Volksrepublik China)            | ausgeschieden im 2. Lauf   | ausgeschieden im 2. Lauf   | ausgeschieden im 2. Lauf   |
| -     | Dominik Zerhoch ( Deutschland)                | ausgeschieden im 1. Lauf   | ausgeschieden im 1. Lauf   | ausgeschieden im 1. Lauf   |
| -     | Mario Gramshammer ( Österreich)               | ausgeschieden im 1. Lauf   | ausgeschieden im 1. Lauf   | ausgeschieden im 1. Lauf   |
| -     | Giulio Zuccarini ( Italien)                   | ausgeschieden im 1. Lauf   | ausgeschieden im 1. Lauf   | ausgeschieden im 1. Lauf   |
| -     | Pietro Franceschetti ( Italien)               | ausgeschieden im 1. Lauf   | ausgeschieden im 1. Lauf   | ausgeschieden im 1. Lauf   |
| -     | Damian Hell ( Italien)                        | nicht gestartet im 1. Lauf | nicht gestartet im 1. Lauf | nicht gestartet im 1. Lauf |

## Ergebnisse der Landesjugendmeisterschaften

### Slalom der Frauen
| Platz | Name                                         | Zeit 1. Lauf               | Zeit 2. Lauf               | Zeit gesamt                |
| ----- | -------------------------------------------- | -------------------------- | -------------------------- | -------------------------- |
| 01    | Roberta Midali ( Italien)                    | 0:43.10 min                | 0:42.13 min                | 1:25.23 min                |
| 02    | Serena Viviani ( Italien)                    | 0:43.46 min                | 0:42.87 min                | 1:26.33 min                |
| 03    | Martina Peeuchon ( Italien)                  | 0:43.34 min                | 0:43.28 min                | 1:26.62 min                |
| 04    | Petra Smaldore ( Italien)                    | 0:43.98 min                | 0:42.65 min                | 1:26.63 min                |
| 05    | Carlotta Saracco ( Italien)                  | 0:44.87 min                | 0:43.00 min                | 1:27.87 min                |
| 06    | Marika Mascherona ( Italien)                 | 0:44.69 min                | 0:43.23 min                | 1:27.92 min                |
| 07    | Carlotta Maria Clara Marcora ( Italien)      | 0:44.34 min                | 0:43.90 min                | 1:28.24 min                |
| 08    | Valeria Morvillo ( Italien)                  | 0:45.16 min                | 0:43.81 min                | 1:28.97 min                |
| 09    | Zuzanna Czapska ( Polen)                     | 0:45.90 min                | 0:43.81 min                | 1:29.71 min                |
| 10    | Lara Baumann ( Schweiz)                      | 0:45.43 min                | 0:44.28 min                | 1:29.71 min                |
| 11    | Simone Moser ( Österreich)                   | 0:44.85 min                | 0:45.04 min                | 1:29.89 min                |
| 12    | Matilde Bottacin ( Italien)                  | 0:45.46 min                | 0:44.57 min                | 1:30.03 min                |
| 13    | Carole Gilardoni ( Italien)                  | 0:45.89 min                | 0:44.21 min                | 1:30.10 min                |
| 14    | Luisa Matilde Maria Bertani ( Italien)       | 0:46.09 min                | 0:44.38 min                | 1:30.47 min                |
| 15    | Nina Bachmann ( Italien)                     | 0:46.23 min                | 0:44.49 min                | 1:30.72 min                |
| 16    | Aniela Sawicka ( Polen)                      | 0:45.92 min                | 0:45.23 min                | 1:31.15 min                |
| 17    | Lenka Ninajova ( Slowakei)                   | 0:47.24 min                | 0:44.58 min                | 1:31.82 min                |
| 18    | María Belén Simari Birkner ( Argentinien)    | 0:46.75 min                | 0:45.08 min                | 1:31.83 min                |
| 19    | Benedetta Sosio ( Italien)                   | 0:46.94 min                | 0:44.91 min                | 1:31.85 min                |
| 20    | Chiara Cittone ( Italien)                    | 0:46.68 min                | 0:45.62 min                | 1:32.30 min                |
| 21    | Sina Conrad ( Schweiz)                       | 0:48.18 min                | 0:44.68 min                | 1:32.86 min                |
| 22    | Sabrina Gualdi ( Italien)                    | 0:47.66 min                | 0:46.82 min                | 1:34.48 min                |
| 23    | Lena-Maria Ehrhart ( Österreich)             | 0:48.38 min                | 0:46.21 min                | 1:34.59 min                |
| 24    | Angélica María Simari Birkner ( Argentinien) | 0:48.73 min                | 0:46.48 min                | 1:35.21 min                |
| 25    | Katharina Dauster ( Deutschland)             | 0:49.23 min                | 0:46.60 min                | 1:35.83 min                |
| 26    | Ella Kalela ( Finnland)                      | 0:51.41 min                | 0:48.08 min                | 1:39.49 min                |
| 27    | Flurina Carisch ( Schweiz)                   | 0:51.86 min                | 0:48.83 min                | 1:40.69 min                |
| -     | Erica Biaggi ( Italien)                      | ausgeschieden im 2. Lauf   | ausgeschieden im 2. Lauf   | ausgeschieden im 2. Lauf   |
| -     | Francesca Fanti ( Italien)                   | disqualifiziert im 2. Lauf | disqualifiziert im 2. Lauf | disqualifiziert im 2. Lauf |
| -     | Viola Sertorelli ( Italien)                  | nicht gestartet im 2. Lauf | nicht gestartet im 2. Lauf | nicht gestartet im 2. Lauf |
| -     | Karolina Pieprzak ( Polen)                   | ausgeschieden im 1. Lauf   | ausgeschieden im 1. Lauf   | ausgeschieden im 1. Lauf   |
| -     | Cecilia Fantoli ( Italien)                   | ausgeschieden im 1. Lauf   | ausgeschieden im 1. Lauf   | ausgeschieden im 1. Lauf   |
| -     | Ellen Zollinger ( Schweiz)                   | ausgeschieden im 1. Lauf   | ausgeschieden im 1. Lauf   | ausgeschieden im 1. Lauf   |
| -     | Zofia Zdort ( Polen)                         | ausgeschieden im 1. Lauf   | ausgeschieden im 1. Lauf   | ausgeschieden im 1. Lauf   |
| -     | Giulia Pelizzatti ( Italien)                 | ausgeschieden im 1. Lauf   | ausgeschieden im 1. Lauf   | ausgeschieden im 1. Lauf   |
| -     | Honor Clissold ( Vereinigtes Königreich)     | disqualifiziert im 1. Lauf | disqualifiziert im 1. Lauf | disqualifiziert im 1. Lauf |
| -     | Nino Ziklauri ( Georgien)                    | disqualifiziert im 1. Lauf | disqualifiziert im 1. Lauf | disqualifiziert im 1. Lauf |

### Slalom der Männer
| Platz | Name                                          | Zeit 1. Lauf               | Zeit 2. Lauf               | Zeit gesamt                |
| ----- | --------------------------------------------- | -------------------------- | -------------------------- | -------------------------- |
| 01    | Andrea Ballerin ( Italien)                    | 0:41.92 min                | 0:45.59 min                | 1:27.51 min                |
| 02    | Pietro Franceschetti ( Italien)               | 0:42.78 min                | 0:46.47 min                | 1:29.25 min                |
| 03    | Davide Iozzelli ( Italien)                    | 0:44.22 min                | 0:45.38 min                | 1:29.60 min                |
| 04    | Riccardo Allegrini ( Italien)                 | 0:43.15 min                | 0:46.61 min                | 1:29.76 min                |
| 05    | Daniel Allemand ( Italien)                    | 0:44.03 min                | 0:46.00 min                | 1:30.03 min                |
| 06    | Francesco Galdiolo ( Italien)                 | 0:44.32 min                | 0:46.22 min                | 1:30.54 min                |
| 07    | Cristian Javier Simari Birkner ( Argentinien) | 0:43.66 min                | 0:46.88 min                | 1:30.54 min                |
| 08    | Andre Somweber ( Österreich)                  | 0:44.11 min                | 0:46.54 min                | 1:30.65 min                |
| 09    | Ryohei Yamakoshi ( Japan)                     | 0:43.51 min                | 0:47.16 min                | 1:30.67 min                |
| 10    | Fabiano Canclini ( Italien)                   | 0:44.02 min                | 0:46.87 min                | 1:30.89 min                |
| 11    | Dominik Zerhoch ( Deutschland)                | 0:44.23 min                | 0:46.77 min                | 1:31.00 min                |
| 12    | Alessandro Salini ( Italien)                  | 0:44.91 min                | 0:46.33 min                | 1:31.24 min                |
| 13    | Cormac Comerford ( Irland)                    | 0:45.31 min                | 0:46.74 min                | 1:32.05 min                |
| 14    | Angus Wills ( Vereinigtes Königreich)         | 0:45.41 min                | 0:46.66 min                | 1:32.07 min                |
| 15    | Raphael Kroell ( Italien)                     | 0:46.07 min                | 0:47.22 min                | 1:33.29 min                |
| 16    | Takafumi Yamakoshi ( Japan)                   | 0:46.07 min                | 0:47.65 min                | 1:33.72 min                |
| 17    | Lorenzo Occhi ( Italien)                      | 0:46.03 min                | 0:47.90 min                | 1:33.93 min                |
| 18    | Barnabas Szollos ( Israel)                    | 0:47.13 min                | 0:47.66 min                | 1:34.79 min                |
| 19    | Marco Canclini ( Vereinigte Staaten)          | 0:47.41 min                | 0:48.74 min                | 1:36.15 min                |
| 20    | Enrico Giacomelli ( Italien)                  | 0:47.58 min                | 0:48.88 min                | 1:36.46 min                |
| -     | Yohan Goutt Goncalves ( Osttimor)             | ausgeschieden im 2. Lauf   | ausgeschieden im 2. Lauf   | ausgeschieden im 2. Lauf   |
| -     | Simone da Prada ( Italien)                    | ausgeschieden im 2. Lauf   | ausgeschieden im 2. Lauf   | ausgeschieden im 2. Lauf   |
| -     | Tommaso Canclini ( Italien)                   | ausgeschieden im 2. Lauf   | ausgeschieden im 2. Lauf   | ausgeschieden im 2. Lauf   |
| -     | Andrej Drukarov ( Litauen)                    | ausgeschieden im 2. Lauf   | ausgeschieden im 2. Lauf   | ausgeschieden im 2. Lauf   |
| -     | Alec Scott ( Australien)                      | ausgeschieden im 2. Lauf   | ausgeschieden im 2. Lauf   | ausgeschieden im 2. Lauf   |
| -     | Mario Gramshammer ( Österreich)               | ausgeschieden im 2. Lauf   | ausgeschieden im 2. Lauf   | ausgeschieden im 2. Lauf   |
| -     | Tormis Laine ( Estland)                       | ausgeschieden im 2. Lauf   | ausgeschieden im 2. Lauf   | ausgeschieden im 2. Lauf   |
| -     | Kai Alaerts ( Belgien)                        | ausgeschieden im 2. Lauf   | ausgeschieden im 2. Lauf   | ausgeschieden im 2. Lauf   |
| -     | Giovanni Zazzaro ( Italien)                   | disqualifiziert im 2. Lauf | disqualifiziert im 2. Lauf | disqualifiziert im 2. Lauf |
| -     | Giovanni Borsotti ( Italien)                  | disqualifiziert im 2. Lauf | disqualifiziert im 2. Lauf | disqualifiziert im 2. Lauf |
| -     | Jack Cuningham ( Vereinigtes Königreich)      | ausgeschieden im 1. Lauf   | ausgeschieden im 1. Lauf   | ausgeschieden im 1. Lauf   |
| -     | Akseli Kalela ( Finnland)                     | ausgeschieden im 1. Lauf   | ausgeschieden im 1. Lauf   | ausgeschieden im 1. Lauf   |
| -     | Kristian Pavelka ( Slowakei)                  | ausgeschieden im 1. Lauf   | ausgeschieden im 1. Lauf   | ausgeschieden im 1. Lauf   |
| -     | Jonas Platter ( Schweden)                     | ausgeschieden im 1. Lauf   | ausgeschieden im 1. Lauf   | ausgeschieden im 1. Lauf   |
| -     | Jan Rechtenberg ( Tschechien)                 | ausgeschieden im 1. Lauf   | ausgeschieden im 1. Lauf   | ausgeschieden im 1. Lauf   |
| -     | Benjamin Szollos ( Israel)                    | ausgeschieden im 1. Lauf   | ausgeschieden im 1. Lauf   | ausgeschieden im 1. Lauf   |
| -     | Francesco Gori ( Italien)                     | ausgeschieden im 1. Lauf   | ausgeschieden im 1. Lauf   | ausgeschieden im 1. Lauf   |
| -     | Tomoya Ishii ( Japan)                         | ausgeschieden im 1. Lauf   | ausgeschieden im 1. Lauf   | ausgeschieden im 1. Lauf   |
| -     | Pietro Canzio ( Italien)                      | ausgeschieden im 1. Lauf   | ausgeschieden im 1. Lauf   | ausgeschieden im 1. Lauf   |
| -     | Lorenzo Moschini ( Italien)                   | ausgeschieden im 1. Lauf   | ausgeschieden im 1. Lauf   | ausgeschieden im 1. Lauf   |
| -     | Giulio Zuccarini ( Italien)                   | disqualifiziert im 1. Lauf | disqualifiziert im 1. Lauf | disqualifiziert im 1. Lauf |
| -     | Damian Hell ( Italien)                        | disqualifiziert im 1. Lauf | disqualifiziert im 1. Lauf | disqualifiziert im 1. Lauf |

### Riesenslalom der Frauen
| Platz | Name                                         | Zeit 1. Lauf               | Zeit 2. Lauf               | Zeit gesamt                |
| ----- | -------------------------------------------- | -------------------------- | -------------------------- | -------------------------- |
| 01    | Roberta Midali ( Italien)                    | 1:06.22                    | 1:04.74                    | 2:10.96 min                |
| 02    | Karoline Pichler ( Italien)                  | 1:06.13                    | 1:05.23                    | 2:11.36 min                |
| 03    | Carlotta Saracco ( Italien)                  | 1:05.90                    | 1:06.67                    | 2:12.57 min                |
| 04    | Nicole Good ( Schweiz)                       | 1:06.88                    | 1:05.96                    | 2:12.84 min                |
| 05    | Francesca Fanti ( Italien)                   | 1:06.45                    | 1:06.44                    | 2:12.89 min                |
| 06    | Nino Ziklauri ( Georgien)                    | 1:07.01                    | 1:06.91                    | 2:13.92 min                |
| 07    | Giulia Tintorri ( Italien)                   | 1:07.38                    | 1:07.52                    | 2:14.90 min                |
| 08    | Martina Perruchon ( Italien)                 | 1:08.33                    | 1:06.84                    | 2:15.17 min                |
| 09    | Marika Mascherona ( Italien)                 | 1:08.19                    | 1:07.68                    | 2:15.87 min                |
| 10    | Honor Clissold ( Vereinigtes Königreich)     | 1:09.22                    | 1:07.03                    | 2:16.25 min                |
| 11    | Viola Sertorelli ( Italien)                  | 1:08.99                    | 1:08.11                    | 2:17.10 min                |
| 12    | María Belén Simari Birkner ( Argentinien)    | 1:09.28                    | 1:08.01                    | 2:17.29 min                |
| 13    | Erica Biaggi ( Italien)                      | 1:09.32                    | 1:08.66                    | 2:17.98 min                |
| 14    | Cecilia Fantoli ( Italien)                   | 1:09.89                    | 1:08.43                    | 2:18.32 min                |
| 15    | Benedetta Sosio ( Italien)                   | 1:10.45                    | 1:08.90                    | 2:19.35 min                |
| 16    | Sina Conrad ( Schweiz)                       | 1:10.48                    | 1:09.01                    | 2:19.49 min                |
| 17    | Sofia Furli ( Italien)                       | 1:10.42                    | 1:09.57                    | 2:19.99 min                |
| 18    | Valeria Morvillo ( Italien)                  | 1:11.49                    | 1:09.56                    | 2:21.05 min                |
| 19    | Lena-Maria Ehrhart ( Österreich)             | 1:13.66                    | 1:10.35                    | 2:24.01 min                |
| 20    | Karolina Pieprzak ( Polen)                   | 1:12.84                    | 1:11.17                    | 2:24.01 min                |
| 21    | Flurina Carisch ( Schweiz)                   | 1:14.18                    | 1:12.92                    | 2:27.10 min                |
| 22    | Ellen Zollinger ( Schweiz)                   | 1:15.99                    | 1:12.31                    | 2:28.30 min                |
| 23    | Shengjie Wang ( Volksrepublik China)         | 1:22.73                    | 1:23.28                    | 2:46.01 min                |
| 24    | Xinyu Li ( Volksrepublik China)              | 1:27.24                    | 1:23.17                    | 2:50.41 min                |
| 25    | Liuqing He ( Volksrepublik China)            | 1:29.28                    | 1:22.84                    | 2:52.12 min                |
| 26    | Xueqing Zhao ( Volksrepublik China)          | 1:32.12 min                | 1:25.92                    | 2:58.04 min                |
| -     | Carlotta Maria Clara Marcora ( Italien)      | ausgeschieden im 2. Lauf   | ausgeschieden im 2. Lauf   | ausgeschieden im 2. Lauf   |
| -     | Ella Kalela ( Finnland)                      | ausgeschieden im 1. Lauf   | ausgeschieden im 1. Lauf   | ausgeschieden im 1. Lauf   |
| -     | Katharina Dauster ( Deutschland)             | ausgeschieden im 1. Lauf   | ausgeschieden im 1. Lauf   | ausgeschieden im 1. Lauf   |
| -     | Jenny Meraldi ( Italien)                     | ausgeschieden im 1. Lauf   | ausgeschieden im 1. Lauf   | ausgeschieden im 1. Lauf   |
| -     | Sabrina Gualdi ( Italien)                    | ausgeschieden im 1. Lauf   | ausgeschieden im 1. Lauf   | ausgeschieden im 1. Lauf   |
| -     | Alex Tilley ( Vereinigtes Königreich)        | ausgeschieden im 1. Lauf   | ausgeschieden im 1. Lauf   | ausgeschieden im 1. Lauf   |
| -     | Petra Smaldore ( Italien)                    | ausgeschieden im 1. Lauf   | ausgeschieden im 1. Lauf   | ausgeschieden im 1. Lauf   |
| -     | Angélica María Simari Birkner ( Argentinien) | disqualifiziert im 1. Lauf | disqualifiziert im 1. Lauf | disqualifiziert im 1. Lauf |
| -     | Miroslava Zimenova ( Slowakei)               | nicht gestartet im 1. Lauf | nicht gestartet im 1. Lauf | nicht gestartet im 1. Lauf |
| -     | Aniela Sawicka ( Polen)                      | nicht gestartet im 1. Lauf | nicht gestartet im 1. Lauf | nicht gestartet im 1. Lauf |
| -     | Simone Moser ( Österreich)                   | nicht gestartet im 1. Lauf | nicht gestartet im 1. Lauf | nicht gestartet im 1. Lauf |
| -     | Carole Gilardoni ( Italien)                  | nicht gestartet im 1. Lauf | nicht gestartet im 1. Lauf | nicht gestartet im 1. Lauf |
| -     | Sofia Graffi Brunoro ( Italien)              | nicht gestartet im 1. Lauf | nicht gestartet im 1. Lauf | nicht gestartet im 1. Lauf |
| -     | Luisa Matilde Maria Bertani ( Italien)       | nicht gestartet im 1. Lauf | nicht gestartet im 1. Lauf | nicht gestartet im 1. Lauf |

### Riesenslalom der Männer
| Platz | Name                                          | Zeit 1. Lauf               | Zeit 2. Lauf               | Zeit gesamt                |
| ----- | --------------------------------------------- | -------------------------- | -------------------------- | -------------------------- |
| 01    | Giulio Giovanni Bosca ( Italien)              | 1:03.63 min                | 1:03.10 min                | 2:06.73 min                |
| 02    | Roberto Nani ( Italien)                       | 1:04.21 min                | 1:03.60 min                | 2:07.81 min                |
| 03    | Francesco Galdiolo ( Italien)                 | 1:05.41 min                | 1:03.69 min                | 2:09.10 min                |
| 04    | Tomoya Ishii ( Japan)                         | 1:05.10 min                | 1:04.40 min                | 2:09.50 min                |
| 05    | Diego de Zan ( Italien)                       | 1:05.40 min                | 1:04.39 min                | 2:09.79 min                |
| 06    | Davide Baruffaldi ( Italien)                  | 1:05.47 min                | 1:04.42 min                | 2:09.89 min                |
| 07    | Matteo Confortola ( Italien)                  | 1:04.75 min                | 1:05.23 min                | 2:09.98 min                |
| 08    | Lorenzo Moschini ( Italien)                   | 1:06.21 min                | 1:04.11 min                | 2:10.32 min                |
| 09    | Pietro Franceschetti ( Italien)               | 1:05.42 min                | 1:04.99 min                | 2:10.41 min                |
| 10    | Fabiano Canclini ( Italien)                   | 1:05.38 min                | 1:05.22 min                | 2:10.60 min                |
| 11    | Davide Iozzelli ( Italien)                    | 1:06.09 min                | 1:05.04 min                | 2:11.13 min                |
| 12    | Tormis Laine ( Estland)                       | 1:06.62 min                | 1:04.61 min                | 2:11.23 min                |
| 13    | Cristian Javier Simari Birkner ( Argentinien) | 1:06.59 min                | 1:04.87 min                | 2:11.46 min                |
| 14    | Barnabas Szollos ( Israel)                    | 1:07.33 min                | 1:06.26 min                | 2:13.59 min                |
| 15    | Angus Wills ( Vereinigtes Königreich)         | 1:07.72 min                | 1:06.03 min                | 2:13.75 min                |
| 16    | Jan Rechtenberg ( Tschechien)                 | 1:08.81 min                | 1:06.74 min                | 2:15.55 min                |
| 17    | Dominik Zerhoch ( Deutschland)                | 1:08.21 min                | 1:07.99 min                | 2:16.20 min                |
| 18    | Yohan Goutt Goncalves ( Osttimor)             | 1:17.42 min                | 1:14.70 min                | 2:32.12 min                |
| -     | Jinlu Huang ( Volksrepublik China)            | ausgeschieden im 2. Lauf   | ausgeschieden im 2. Lauf   | ausgeschieden im 2. Lauf   |
| -     | Bensheng Su ( Volksrepublik China)            | ausgeschieden im 2. Lauf   | ausgeschieden im 2. Lauf   | ausgeschieden im 2. Lauf   |
| -     | Cormac Comerford ( Irland)                    | ausgeschieden im 2. Lauf   | ausgeschieden im 2. Lauf   | ausgeschieden im 2. Lauf   |
| -     | Francesco Gori ( Italien)                     | ausgeschieden im 2. Lauf   | ausgeschieden im 2. Lauf   | ausgeschieden im 2. Lauf   |
| -     | Daniel Allemand ( Italien)                    | ausgeschieden im 2. Lauf   | ausgeschieden im 2. Lauf   | ausgeschieden im 2. Lauf   |
| -     | Tommaso Canclini ( Italien)                   | ausgeschieden im 2. Lauf   | ausgeschieden im 2. Lauf   | ausgeschieden im 2. Lauf   |
| -     | Giulio Zuccarini ( Italien)                   | ausgeschieden im 2. Lauf   | ausgeschieden im 2. Lauf   | ausgeschieden im 2. Lauf   |
| -     | Alec Scott ( Australien)                      | disqualifiziert im 2. Lauf | disqualifiziert im 2. Lauf | disqualifiziert im 2. Lauf |
| -     | Jonas Platter ( Schweden)                     | nicht gestartet im 2. Lauf | nicht gestartet im 2. Lauf | nicht gestartet im 2. Lauf |
| -     | Riccardo Allegrini ( Italien)                 | nicht gestartet im 2. Lauf | nicht gestartet im 2. Lauf | nicht gestartet im 2. Lauf |
| -     | Akseli Kalela ( Finnland)                     | ausgeschieden im 1. Lauf   | ausgeschieden im 1. Lauf   | ausgeschieden im 1. Lauf   |
| -     | Jack Cunningham ( Vereinigtes Königreich)     | ausgeschieden im 1. Lauf   | ausgeschieden im 1. Lauf   | ausgeschieden im 1. Lauf   |
| -     | Marco Canclini ( Vereinigte Staaten)          | ausgeschieden im 1. Lauf   | ausgeschieden im 1. Lauf   | ausgeschieden im 1. Lauf   |
| -     | Kristian Pavelka ( Slowakei)                  | ausgeschieden im 1. Lauf   | ausgeschieden im 1. Lauf   | ausgeschieden im 1. Lauf   |
| -     | Benjamin Szollos ( Israel)                    | ausgeschieden im 1. Lauf   | ausgeschieden im 1. Lauf   | ausgeschieden im 1. Lauf   |
| -     | Mario Gramshammer ( Österreich)               | ausgeschieden im 1. Lauf   | ausgeschieden im 1. Lauf   | ausgeschieden im 1. Lauf   |
| -     | Giovanni Zazzaro ( Italien)                   | ausgeschieden im 1. Lauf   | ausgeschieden im 1. Lauf   | ausgeschieden im 1. Lauf   |
| -     | Alessio Bonardi ( Italien)                    | ausgeschieden im 1. Lauf   | ausgeschieden im 1. Lauf   | ausgeschieden im 1. Lauf   |
| -     | Andrej Drukarov ( Litauen)                    | ausgeschieden im 1. Lauf   | ausgeschieden im 1. Lauf   | ausgeschieden im 1. Lauf   |
| -     | Clemens Baumann ( Österreich)                 | ausgeschieden im 1. Lauf   | ausgeschieden im 1. Lauf   | ausgeschieden im 1. Lauf   |
| -     | Andre Somweber ( Österreich)                  | nicht gestartet im 1. Lauf | nicht gestartet im 1. Lauf | nicht gestartet im 1. Lauf |
| -     | Damian Hell ( Italien)                        | nicht gestartet im 1. Lauf | nicht gestartet im 1. Lauf | nicht gestartet im 1. Lauf |
| -     | Giovanni Borsotti ( Italien)                  | nicht gestartet im 1. Lauf | nicht gestartet im 1. Lauf | nicht gestartet im 1. Lauf |
| -     | Pietro Canzio ( Italien)                      | nicht gestartet im 1. Lauf | nicht gestartet im 1. Lauf | nicht gestartet im 1. Lauf |